# Multikino (мережа кінотеатрів)
Multikino — мережа кінотеатрів в Центральній Європі. Власником є польська компанія ITI Cinema.
Multikino є другою за величиною мережею мультиплексних кінотеатрів в Польщі. Компанія була першою, хто відкрила в країні мультикомплексні кінотеатри. є Основним конкурентом Multikino в Польщі є компанія Cinema City.
Перший мультикомплексний кінотеатр було відкрито в Познані. Компанія почала свою діяльність 1995 року як спільне підприємство між фірмами ITI Cinema та британською UCI. 2003 року ITI викупила акції, і в даний час є єдиним власником мережі.
У лютому 2008 року було оголошено, що Multikino зіллється зі своїм іншим конкурентом «Silver Screen». Як тільки операція була завершена, у Multikino стало 19 кінотеатрів з 174 екранами в 13 польських містах. Існували також плани вийти на український ринок, але через світову кризу він не реалізувався.
У 2010 році Multikino відкрив перший кінотеатр мережі за межами польських кордонів в Ризі — Латвія (серпень 2010) і в Вільнюсі — Литва (вересень 2010).